# MS Antoni Garnuszewski
MS Antoni Garnuszewski – statek szkolno-towarowy (drobnicowiec uniwersalny) użytkowany przez Wyższą Szkołę Morską w Gdyni.

## Historia
Statek ten został zbudowany w Stoczni Szczecińskiej im. Adolfa Warskiego i został wprowadzony do służby w roku 1974. Nazwę nadano dla upamiętnienia Antoniego Garnuszewskiego, organizatora i pierwszego dyrektora Szkoły Morskiej w Tczewie. W roku 1991 statek w ciągle idealnym stanie technicznym został sprzedany armatorowi chińskiemu. Według nieoficjalnych źródeł statek uległ spaleniu, bądź został złomowany.

## Przeznaczenie statku
Seria statków szkolno-towarowych typu B80, budowana przez Stocznię Szczecińską. Łącznie wybudowano 10 jednostek, bliźniaczy statek MS Antoni Ledóchowski otrzymała Wyższa Szkoła Morska w Szczecinie. Osiem innych wybudowano dla ZSRR, Bułgarii i Rumunii. Na bazie kadłubów serii B80 powstały również 2 krążowniki szkolne dla marynarki wojennej ZSRR. Doktryna wojenna Układu Warszawskiego przewidywała (w wypadku konfliktu zbrojnego z państwami NATO) adaptację statków tej serii do celów szpitalnych. Eksploatowany głównie do rejsów szkoleniowych (na pokładzie znajdowała się również stała załoga PLO) na linii śródziemnomorskiej. Posiadana przez statek klasa lodowa "L2" zadecydowała o dodatkowej funkcji jednostki - statku obsługi logistycznej Stacji Antarktycznej Arctowskiego. Podczas rejsów obsługujących ekspedycje antarktyczne w latach 1977-1988 grupa studencka na pokładzie była ograniczana do 30 bądź 45 osób.
Bogate wyposażenie antenowo-namiarowe statku prowadziło do mylnego klasyfikowania jednostki jako statku szpiegowskiego (rozpoznania radio-elektronicznego).

## Wyposażenie
- Półautomatyczna stacja meteorologiczna (zdalny pomiar temperatury wody, powietrza, wilgotności powietrza i punktu rosy, wiatru rzeczywistego)
- Odbiornik nawigacji satelitarnej systemu "Transit"
- Radar z systemem antykolizyjnym (obecnie ARPA),
- Odbiorniki wszystkich ówcześnie funkcjonujących systemów hiperbolicznych (OMEGA, DECCA, Loran A, Loran C)
- 5 radarów (każdy innej firmy)
- 5 radionamierników
- Zestaw odbiorczy map faksymilowych (FAK-P)
- Sala wykładowa na 65 miejsc
- Czytelnia i biblioteka
- Laboratoria

## Filatelistyka
Poczta Polska wyemitowała 21 lipca 1980 r. znaczek pocztowy przedstawiający MS Antoni Garnuszewski o nominale 2,5 złotego. Autorem projektu znaczka był Stefan Małecki. Obok statku na znaczku widniał portret kpt. Antoniego Garnuszewskiego. Znaczek pozostawał w obiegu do 31 grudnia 1994 r..